# Codariocalyx motorius
Codariocalyx motorius — вид рослин родини бобові. Одна з небагатьох рослин, що здатні швидко рухатися.

## Назва
В англійській мові поширені назви «рослина-телеграф», «танцююча рослина». Свою назву «рослина-телеграф» отримала від схожості рухів листочків з оптичним телеграфом та прапорцевою сигналізацією.

## Будова
Чагарник, що досягає 1,2 метра у висоту. Має непарноперисте листя довгастої форми, що нагадують еліпс. Верхні листки рослини набагато більші, ніж бічні.
Має пару листочків на кожному листку, що здатні рухатися із такою швидкістю, що її помітно неозброєному людському оку. За однією з версій менші листочки перевіряють напрямок світла, щоб розвертати великий листок. За іншою, різкі рухи відлякують травоїдних тварин. Існують також спостереження, що рухи активізуються, коли грає музика. На ніч великі листки змінюють напрямок у бік землі, ніби засинають.
Квіти пурпурові, маленькі і зібрані групами у суцвіття.

## Поширення та середовище існування
Росте в Південній та Південно-східній Азії, на островах у Тихому океані.

## Практичне використання
Завдяки своїй здатності рухати листочками — популярна для вирощування кімнатна та садова рослина.
Листя, гілки та коріння містять невелику кількість психотропних диметилтриптаміну та 5-MeO-DMT.

## Цікаві факти
Чарльз Дарвін детально описав рослину (під назвою Desmodium gyrans) та її рухи у 1880 р. в книзі «The Power of Movement in Plants».
Деякі дослідники вважають, що у рослини є пам'ять, оскільки з часом молода рослина навчається краще рухати своїми листками.

## Галерея

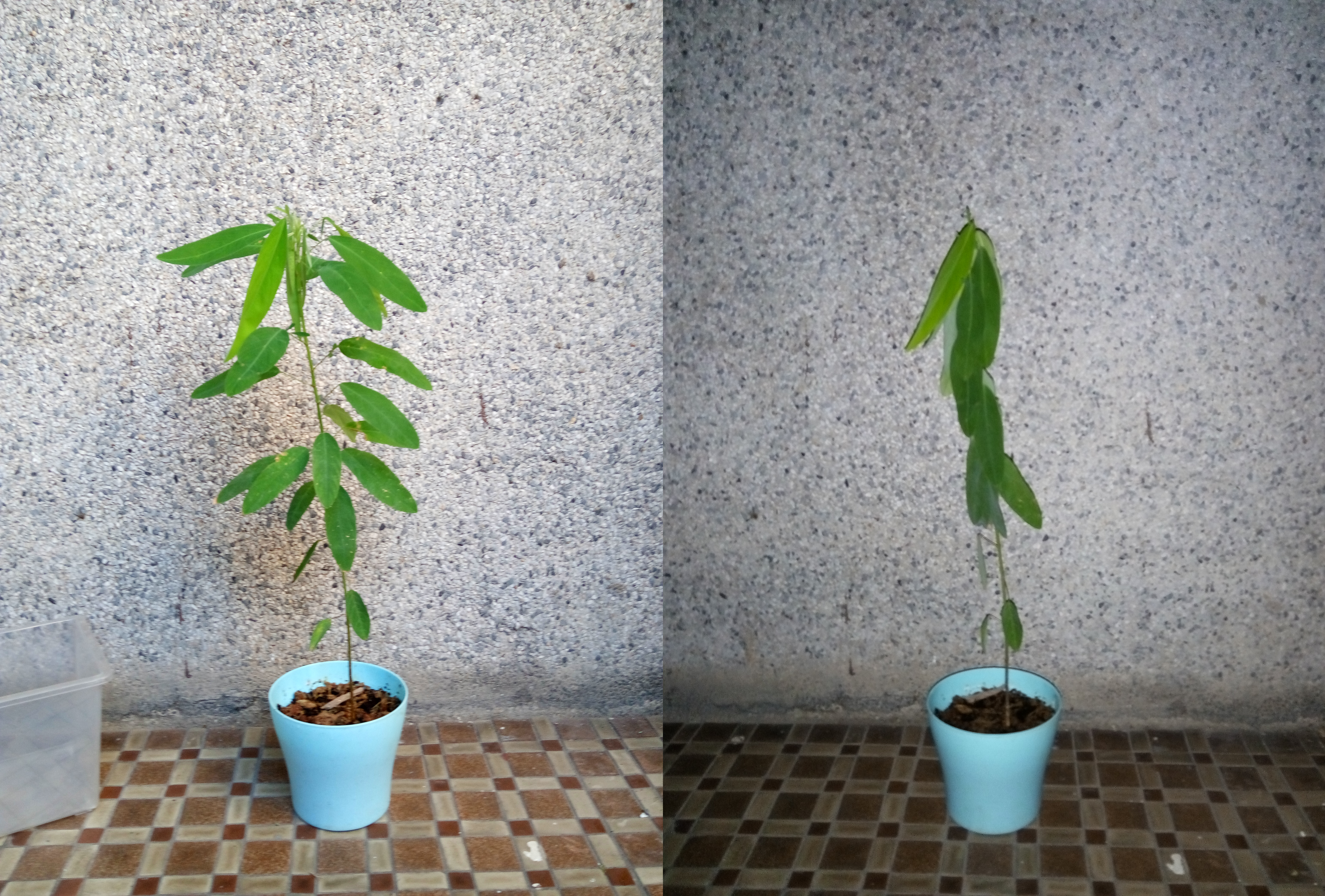
«Сон» рослини
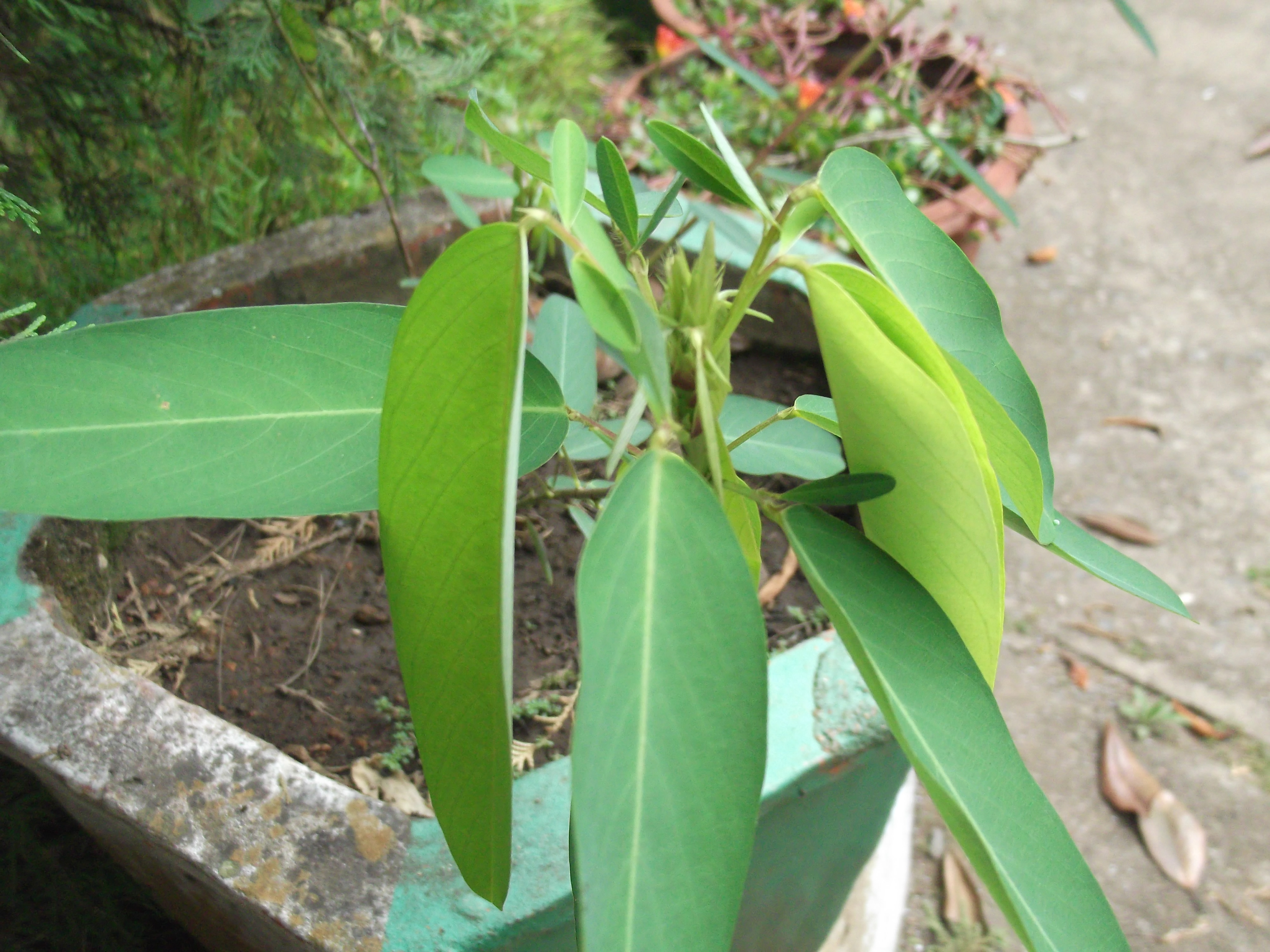
Листя
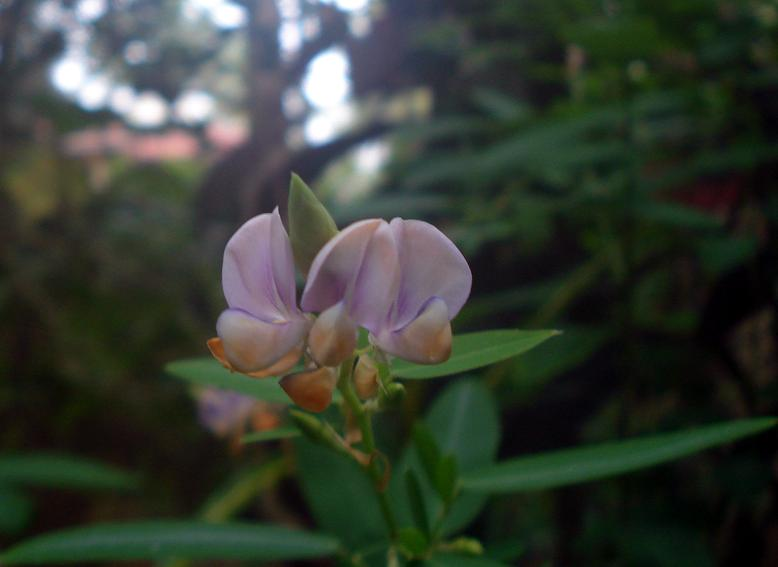
Квіти
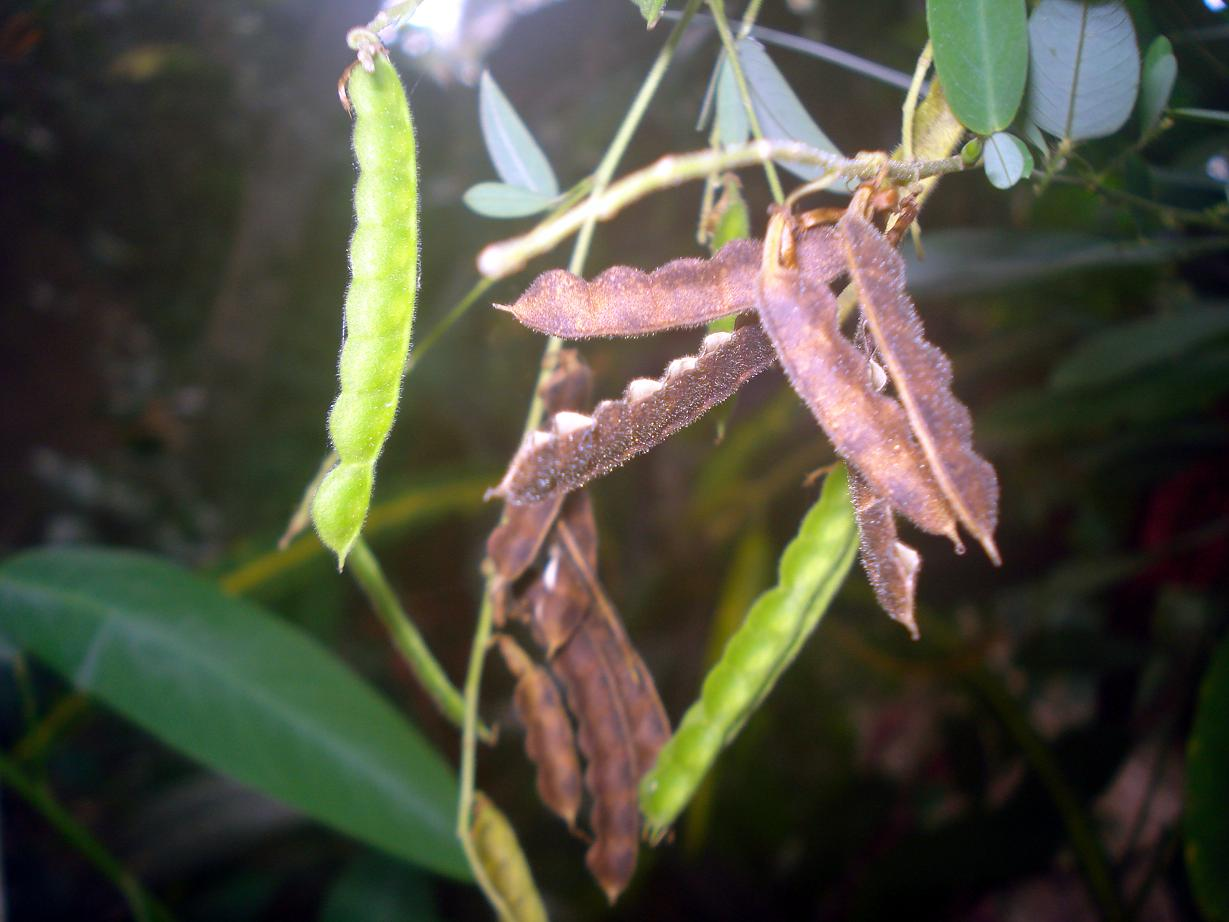
Плоди
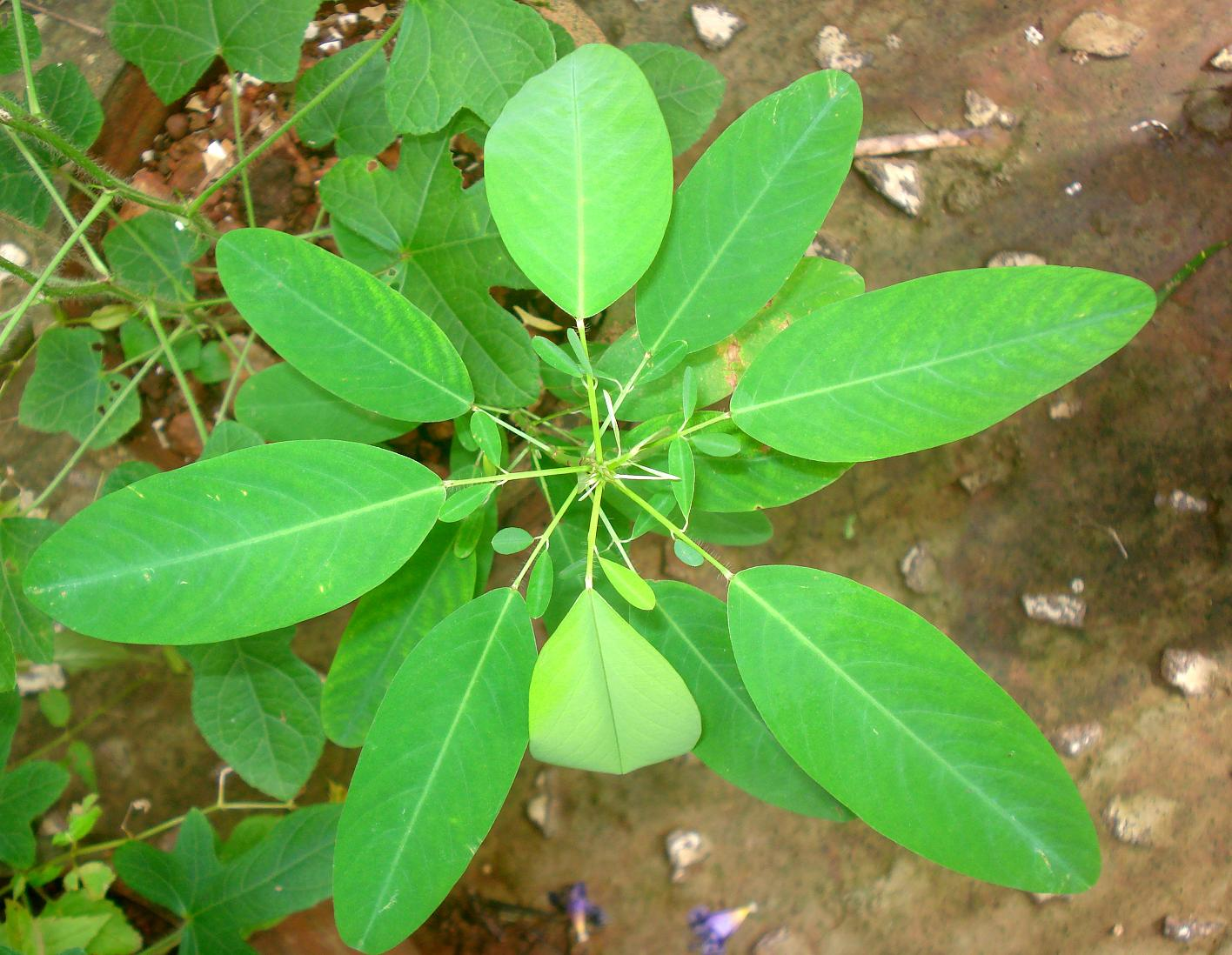
Молода рослина